# Frappes israéliennes d'avril 2024 contre l'Iran
Cet article concerne l'attaque de l'Iran par Israël. Pour la guerre subséquente, voir Conflit Iran-Israël de 2024.
Pendant le conflit Iran-Israël de 2024
Les frappes israéliennes de 2024 contre l’Iran ont lieu dans la matinée du 19 avril 2024 lorsque l'armée de l'air israélienne lance des frappes aériennes ciblant une installation de défense aérienne en Iran,. Les frappes aériennes limitées ciblent un site radar de défense aérienne sur une base aérienne près d'Ispahan, dans le centre de l'Iran,. Les missiles israéliens semblent avoir touché directement leur cible. Les images satellite suggèrent qu'une batterie de missiles sol-air a été endommagée ou détruite. La base elle-même n’a subi aucun dommage important. L'attaque est lancée en réponse aux frappes de drones et de missiles iraniens en Israël, qui étaient elles-mêmes des représailles iraniennes à la frappe aérienne israélienne contre le consulat iranien à Damas.
Les médias iraniens et les réseaux sociaux rapportent des explosions mineures près d'Ispahan. où l'Iran possède des installations nucléaires, une usine de fabrication de drones et une base aérienne majeure,. Selon les médias d'État iraniens, des drones israéliens survolant la région ont été abattus par l' armée de l'air iranienne,. Trois responsables iraniens confirment au New York Times l'implication d'Israël. Les responsables américains confirment qu'au moins trois missiles lancés par des avions israéliens ont frappé l'Iran. Aucune frappe n'est signalée contre les sites nucléaires iraniens.
Selon un haut responsable américain s'adressant à ABC News, des avions israéliens, opérant au-delà des frontières iraniennes, ont lancé trois missiles ciblant un site radar de défense aérienne gardant l'usine d'enrichissement d'uranium de Natanz. L'évaluation indiquerait la destruction réussie du site ciblé. Il ajoute que l'objectif de la frappe était de communiquer à l'Iran les capacités d'Israël sans aggraver davantage les tensions. Selon un responsable iranien cité par Reuters, les explosions provenaient de drones israéliens abattus et non d'attaque par missiles contre le territoire iranien.

## Contexte

### Escalade au Moyen-Orient
Le 7 octobre 2023, le Hamas, organisation politique et militaire palestinienne soutenu par l'Iran, mène des attaques terroristes dans le sud d'Israël, entraînant la mort de 1 200 personnes et l'enlèvement d'au moins 253 autres citoyens israéliens et internationaux. Israël répond en lançant l'invasion israélienne de la bande de Gaza.
Après le 7 octobre, le Hezbollah mandataire soutenu par l’Iran au Liban commence à attaquer le nord d’Israël. Plus de 4 400 incidents violents sont enregistrés entre le Hezbollah et Israël depuis le début de la guerre, et environ 100 000 Israéliens ont été évacués du nord d’Israël depuis le début du conflit. Les Houthis, soutenu par l'Iran, lance quant à eux des dizaines de drones et de missiles balistiques vers Israël tout en détournant et attaquant des navires de commerces en mer Rouge, limitant considérablement les flux commerciaux via le canal de Suez.

### Bombardement du consulat iranien à Damas
Le 1er avril 2024, le bâtiment annexe du consulat iranien adjacent à l'ambassade iranienne à Damas, en Syrie, est touché par une frappe aérienne israélienne, tuant 16 personnes, dont une femme et son fils, ainsi que le général de brigade Mohammad Reza Zahedi, un haut commandant de la force Al-Qods du Corps des gardiens de la révolution islamique (CGRI), et sept autres officiers du CGRI, en plus de six autres combattants appartenant au Hezbollah et à d'autres groupes soutenus par l'Iran. Peu de temps après l'attaque, l'Iran jura de riposter,, avec des rapports suggérant cela comme motif potentiel de la frappe aérienne. Le Jerusalem Post rapporte que le bâtiment se trouvait à l’intérieur du complexe diplomatique iranien, à côté du bâtiment principal de l’ambassade,.
Dans les semaines suivant l’attaque du consulat, les États-Unis, la France, l’Allemagne et le Royaume-Uni ont averti l’Iran de ne pas riposter contre Israël afin de ne pas aggraver la situation.

### Frappes iraniennes en Israël
Le 13 avril 2024, le Corps des gardiens de la révolution islamique (CGRI), une branche de l'armée iranienne, en collaboration avec le groupe libanais Hezbollah et les Houthis yéménites, lance des attaques contre Israël à l'aide de drones, de missiles de croisière et de missiles balistiques. L'Iran déclare que l'opération a été menée en représailles à la frappe aérienne israélienne sur une annexe du consulat iranien à Damas deux semaines plus tôt. L'opération fait partie des débordements de la guerre à Gaza et marque la première attaque directe de l'Iran contre Israël depuis le début de leur conflit par procuration.
Selon Israël, 99 % des drones et des missiles ont été détruits par une coalition lors de l'opération Bouclier de fer,,, la plupart avant d'entrer dans l'espace aérien israélien, tandis qu'un responsable américain déclare qu'au moins neuf missiles iraniens ont frappé deux bases aériennes israéliennes, causant des dégâts mineurs. Les missiles ont causé des dégâts mineurs à la base aérienne de Nevatim, dans le sud d'Israël, qui demeure opérationnelle,,. Une coalition internationale, comprenant les États-Unis, le Royaume-Uni, la France et la Jordanie, a aidé Israël à intercepter les projectiles iraniens et à assurer la couverture radar. En Israël, une fillette bédouine israélienne de 7 ans est grièvement blessée et 31 autres personnes sont légèrement blessées alors qu'elles se précipitaient vers des abris ou ont été soignées pour anxiété. La Jordanie signale des éclats d'obus tombés sur son territoire, n'ayant causés aucun dégâts ni blessés importants,.
Les attaques iraniennes suscitent les critiques des Nations unies, de plusieurs dirigeants mondiaux et d'analystes politiques, pointant le risque d'une escalade en véritable guerre régionale,,,. Les jours suivants, l’Iran a intensifié ses menaces, promettant de fortes représailles à toute frappe israélienne. En outre, le 18 avril, l'Iran déclare vouloir accélérer son programme nucléaire si ses installations nucléaires sont attaquées.

## Bombardements

### En Iran
Les rapports des médias iraniens et des réseaux sociaux indiquent des explosions près d'Ispahan, dans une province connue pour ses sites nucléaires, abritant également une importante base aérienne et une usine de fabrication de drones. Plus précisément, l'agence de presse officielle de la République islamique (IRNA) rapporte que les défenses aériennes ont été activées sur la base aérienne de Shekari à Ispahan, zone qui héberge la flotte iranienne de F-14 Tomcats de fabrication américaine, acquise avant la révolution iranienne de 1979. De plus, des systèmes de défense aérienne sont activés dans diverses provinces après la détection d'objets aériens non identifiés. Selon l'IRNA, ses journalistes n'ont observé aucun dégât ou explosion significatif dans tout le pays et qu'aucune perturbation n'a été enregistrée sur aucun des sites nucléaires iraniens. Trois responsables iraniens déclare au New York Times que la frappe a touché la base aérienne. Un missile israélien a bien frappé l'Iran, déclareront plus tard des responsables américains.
Selon un haut responsable américain s'adressant à ABC News, des avions israéliens, opérant au-delà des frontières iraniennes, ont lancé trois missiles ciblant un site radar de défense aérienne gardant l'installation nucléaire de Natanz. L'évaluation indiquerait la destruction réussie du site ciblé. Il ajoute que l'objectif de la frappe était de communiquer à l'Iran les capacités d'Israël sans aggraver davantage les tensions.
Les images satellite obtenues par Umbra révèlent des dommages subis par un radar 30N6E du système de missile sol-air iranien S-300PMU2 à Ispahan. Selon The Economist, les images satellite indiquent que les Iraniens ont tenté de préserver leur réputation après les attaques israéliennes en remplaçant le radar de défense aérienne détruit par un nouveau.

### Possibles bombardements connexes

#### Syrie
L'OSDH rapporte que les frappes israéliennes ont touché les positions radar de l'armée syrienne dans les gouvernorats d'As-Suwayda et de Daraa, dans le sud de la Syrie. Dans un communiqué, le ministère syrien de la Défense confirme ces frappes, affirmant qu'Israël a mené une attaque à l'aide de missiles, ciblant des sites de défense aérienne dans la région sud et causant des dégâts matériels. Selon un ancien haut responsable américain de la défense, cela est compatible avec le fait qu'Israël « dégage le couloir aérien en Syrie en vue d'une frappe à distance contre l'Iran ».

#### Irak
Des explosions sont également signalées dans la matinée dans les gouvernorats de Bagdad et de Babil. Des avions de combat sont entendus à Erbil et Mossoul. Le propulseur d'un missile balistique aérien israélien est découvert au sud de Bagdad, indiquant que des avions israéliens ont lancé leurs missiles sur l'Iran dans l'espace aérien irakien. Le Financial Times rapporte que des experts ont identifié le missile provenant des restes du booster comme étant très probablement le Blue Sparrow ou peut-être le ROCKS,.

## Conséquences
L'Iran annonce ensuite la suspension des vols commerciaux à Téhéran et dans les régions occidentales et centrales du pays. À l'aéroport international Imam Khomeini de Téhéran, des haut-parleurs auraient informé les passagers de la situation. Les opérations aériennes normales sont ensuite rétablies, selon les autorités iraniennes. Plusieurs compagnies aériennes détournent leurs avions de l’espace aérien iranien; au moins huit vols sont déroutés. Les médias d’État iraniens annoncent la suspension temporaire des vols à travers le pays, restriction levée plus tard dans la matinée. Les détails concernant la portée et l’impact de l’attaque restent flous.
Les médias iraniens rapportent aucune victime ni dégât. L'agence de presse semi-officielle iranienne Tasnim publie une vidéo d'une installation nucléaire à Ispahan qui ne montre aucun dommage ni aucun signe indiquant avoir été touchée. L'Agence internationale de l'énergie atomique confirme qu'aucun dommage n'a été causé aux sites nucléaires iraniens.
L'Iran est le troisième producteur du cartel pétrolier OPEP et des inquiétudes apparaissent concernant la hausse des prix du pétrole. Andy Lipow, président de Lipow Oil Associates, déclare que « toute attaque contre les installations de production ou d'exportation de pétrole en Iran fera monter le prix du pétrole brut Brent à 100 dollars, et la fermeture du détroit d'Ormuz entraînera une hausse des prix compris entre 120 et 130 dollars ».

## Analyse
Selon une analyse du Jerusalem Post, l'attaque, stratégiquement proche d'un site nucléaire, a été conçue pour envoyer un message délibéré : Israël a la capacité de cibler des sites plus critiques mais a choisi la retenue pour le moment. Cette approche démontre la volonté d'Israël de défendre ses intérêts tout en signalant à l'Iran la possibilité d'une action plus sévère, maintenant ainsi un équilibre de dissuasion sans provoquer une escalade immédiate vers un conflit plus large.
La BBC note également qu'une frappe calculée sur des cibles militaires associée à la précédente attaque iranienne contre Israël a démontré les capacités de Tsahal, y compris la capacité de ne pas les utiliser pleinement. L’attaque était si calibrée que le régime iranien « a minimisé, rejeté et même ridiculisé le fait que quelque chose d’important se soit produit ».
Haaretz décrit la frappe comme étant terne et discrète, une mesure provisoire démontrant le manque de stratégie de Netanyahou, et un détournement de la question principale de la guerre Israël-Gaza et du sauvetage des otages du Hamas.
Dans son évaluation, David Ignatius du Washington Post observe qu'Israël a démontré sa domination en lançant et en concluant des frappes à volonté, reflétant ce que les experts appellent « l'escalade de la domination » en portant le premier et le dernier coup. Il évoque également le leadership d'Israël dans une coalition régionale contre l'Iran, soulignant l'accent mis sur des stratégies à long terme plutôt que sur des représailles immédiates. Il souligne également la prise en compte par Israël des intérêts des partenaires de la coalition, l'Arabie saoudite, les Émirats arabes unis et la Jordanie, qui ont discrètement soutenu l'action d'Israël contre l'Iran.

## Réactions
Dans son premier commentaire sur les frappes du 21 avril, le guide suprême iranien, l'ayatollah Ali Khamenei, déclare que les « débats de l'autre partie » sur les aspects des frappes sont « d'importance secondaire ».
Les forces de défense israéliennes déclare « ne faire aucun commentaire pour le moment ». Selon un haut responsable américain, Israël a mené une frappe en informant à l'avance les États-Unis. Un responsable iranien a déclare à Reuters que les explosions provenaient de drones israéliens abattus et non d'attaque par missiles contre le territoire iranien.
Le ministre israélien de la Sécurité nationale, Itamar Ben-Gvir, qualifie l'attaque de « faible » ou de « boiteuse » sur Twitter. Le correspondant de sécurité de la BBC, Frank Gardener, qualifie l'attaque de « limitée, quasi symbolique ».
L'Australie conseille à ses citoyens de quitter Israël et les territoires palestiniens occupés face aux risques rapides de détérioration de la situation sécuritaire. Les États-Unis limitent les déplacements du personnel de leur ambassade vers les régions métropolitaines pour des raisons similaires.
Le 5 mai 2024, deux semaines après les attaques, la ministre israélienne des Transports et membre du cabinet Miri Regev confirme la responsabilité israélienne dans les frappes.